# سنية بالشيخ
سنية بالشيخ ولدت في 25 مايو 1968 بصفاقس، هي طبيبة وسياسية تونسية.

## السيرة الذاتية

### المسار المهني
سنية بالشيخ متحصلة على شهادة طبيب من كلية الطب بتونس، وهي كذلك أستاذة مساعدة إستشفائية جامعية في نفس الكلية، وتعمل أيضا متفقدة عامة للصحة العمومية.

اشتغلت لمدة عشرين سنة في وزارة الصحة العمومية التونسية، حيث تولت عدة مناصب في قسم الدراسات والتخطيط والتعاون الفني والدولي، وكلفت أساسا بإدارة مشاريع التعاون مع البنك الدولي وبنك الاستثمار الأوروبي. تولت بعد ذلك مسؤولية وحدة التعاون الفني ووحدة تصدير خدمات الصحة، أين أدارت الدراسة الممولة من قبل البنك الإفريقي للتنمية لترويج إستراتيجية التنمية في تونس باعتبارها «وجهة صحية». أصبحت بعد ذلك المديرة العامة للمركز الوطني للتكوين البيداغوجي لإطارات الصحة بتونس حتى سنة 2017.

عينت في فبراير 2017 كرئيسة مديرة عامة للديوان الوطني للأسرة والعمران البشري التابع لوزارة الصحة.

من جهة أخرى، مثلت سنية بالشيخ الحكومة التونسية في مجلس إدارة المنظمة الدولية شركاء في السكان والتنمية (Partners in Population and Development)، كأمينة مال.

### المسار السياسي
عينت سنية بالشيخ في 12 سبتمبر 2017 ككاتبة دولة لدى وزير الصحة في حكومة يوسف الشاهد وذلك حتى 14 نوفمبر 2018، تاريخ تعيينها وزيرة للشباب والرياضة في نفس الحكومة.

## الحياة الخاصة
سنية بالشيخ متزوجة وأم لطفلين.